# 76
76 ou 76 d.C. foi um ano bissexto da Era de Cristo, no século I que teve início a uma segunda-feira e terminou a uma terça-feira, de acordo com o Calendário Juliano. as suas letras dominicais foram G e F.
| Ano completo                            |
| --------------------------------------- |
| Ano bissexto com início à segunda-feira |

## Eventos
- É eleito o Papa Anacleto I da igreja católica apostólica romana

, 3.º papa, que sucedeu São Lino.

## Nascimentos
- 24 de Janeiro - Adriano, imperador de Roma (m. 138).

## Mortes
- 23 de Setembro - São Lino, 2º papa.(n.10)